# Issia Wazi Football Club
O Issia Wazi Football Club é um clube de futebol com sede em Issia, Costa do Marfim. A equipe compete no Campeonato Marfinense de Futebol.

## História
O clube foi fundado em 1989.